# La Digue (Grenada)
La Digue (dt.: Damm) ist eine Siedlung im Parish Saint Andrew im Osten von Grenada.

## Geographie
Die Siedlung liegt im Hinterland an einer Abzweigung der Straße von Grenville nach Saint James auf einer Höhe von ca. 190 m Höhe.
im Umkreis liegen die Siedlungen Bellevue, Chutz und Deblando.
Im Ort befindet sich die Anglican Church of the Holy Innocents.

## Klima
Das Klima ist tropisch heiß. 